# マルコ・ムニー
マルコ・ムニー（Marko Munih、1936年1月9日 - ）は、ユーゴスラビア（現：スロベニア）出身の指揮者。

## 経歴
モスト・ナ・ソチの出身。リュブリャナ音楽院に進学し、ダニロ・シュバラに指揮法を師事。1961年からフランクフルトでロヴロ・フォン・マタチッチの講習を受け、そのままマタチッチの助手を務めた。
一方で1963年より1972年までスロベニア・フィルハーモニー管弦楽団の指揮者陣に加わり、1965年から1975年までリュブリャナ大学アカデミー合唱団の指揮者も務めた。1972年からリュブリャナ放送の室内楽のプログラムの担当者となり、1979年からはスロベニア放送のプログラムの編集長となったが、その間にも各放送局のオーケストラも指揮した。2006年からノヴァ・ゴリツァ男声八重唱団の芸術監督を務める。